# Lijst van voetbalinterlands Cyprus - Faeröer
Deze lijst van voetbalinterlands is een overzicht van alle officiële voetbalwedstrijden tussen de nationale teams van Cyprus en Faeröer. De landen speelden tot op heden vier keer tegen elkaar. De eerste ontmoeting, een kwalificatiewedstrijd voor het Wereldkampioenschap voetbal 1994, werd gespeeld in Toftir op 16 juni 1992. Het laatste duel, een kwalificatiewedstrijd voor het Wereldkampioenschap voetbal 2006, vond plaats op 17 augustus 2006 in Toftir.

## Wedstrijden
| № | Plaats  | Datum            | Competitie           | Wedstrijd        | Uitslag |
| - | ------- | ---------------- | -------------------- | ---------------- | ------- |
| 1 | Toftir  | 16 juni 1992     | WK 1994 kwalificatie | Faeröer – Cyprus | 0 – 2   |
| 2 | Limasol | 25 april 1993    | WK 1994 kwalificatie | Cyprus – Faeröer | 3 – 1   |
| 3 | Nicosia | 9 oktober 2004   | WK 2006 kwalificatie | Cyprus – Faeröer | 2 – 2   |
| 4 | Toftir  | 17 augustus 2005 | WK 2006 kwalificatie | Faeröer – Cyprus | 0 – 3   |

## Samenvatting
| Competitie      | Totaal gespeeld | Winst Cyprus | Gelijk | Winst Faeröer | Doelsaldo Cyprus – Faeröer |
| --------------- | --------------- | ------------ | ------ | ------------- | -------------------------- |
| WK-kwalificatie | 4               | 3            | 1      | 0             | 10 − 3                     |
| Totaal          | 4               | 3            | 1      | 0             | 10 − 3                     |

Wedstrijden bepaald door strafschoppen worden, in lijn met de FIFA, als een gelijkspel gerekend.

## Details

### Eerste ontmoeting
| WK 1994 kwalificatie (Toftir, Faeröer, 16 juni 1992): |       |                                                 |
| Faeröer                                               | 0 – 2 | Cyprus                                          |
|                                                       | goals | 30' Andreas Sotiriou 52' Nikodimos Papavasiliou |

### Tweede ontmoeting
| WK 1994 kwalificatie (Limassol, Cyprus, 25 april 1993):        |       |              |
| Cyprus                                                         | 3 – 1 | Faeröer      |
| Panikos Xiouroupas 8' Andreas Sotiriou 42' Yiannos Ioannou 75' | goals | 81' Uni Arge |

### Derde ontmoeting
| WK 2006 kwalificatie (Nicosia, Cyprus, 9 oktober 2004): |       |                                             |
| Cyprus                                                  | 2 – 2 | Faeröer                                     |
| Mihalis Konstantinou 14' (pen.) Giannis Okkas 82'       | goals | 21' Claus Bech Jørgensen 43' Rógvi Jacobsen |

### Vierde ontmoeting
| WK 2006 kwalificatie (Toftir, Faeröer, 17 augustus 2005): |       |                                                                       |
| Faeröer                                                   | 0 – 3 | Cyprus                                                                |
|                                                           | goals | 39' Mihalis Konstantinou 77' Mihalis Konstantinou 90+2' Simos Krassas |

KOP · A-internationals · Bondscoaches · Statistieken · Cypriotisch vrouwenelftal · Cyprus U21 · Cyprus U20 · Cyprus U19 · Cyprus U18 · Cyprus U17 · Cyprus U16
1960 – 1969 · 
1970 – 1979 · 
1980 – 1989 · 
1990 – 1999 · 
2000 – 2009 · 
2010 – 2019 ·
2020 − 2029
1960 · 
1961 · 
1962 · 
1963 · 
1964 · 
1965 · 
1966 · 
1967 · 
1968 · 
1969 · 
1970 · 
1971 · 
1972 · 
1973 · 
1974 · 
1975 · 
1976 · 
1977 · 
1978 · 
1979 · 
1980 · 
1981 · 
1982 · 
1983 · 
1984 · 
1985 · 
1986 · 
1987 · 
1988 · 
1989 · 
1990 · 
1991 · 
1992 · 
1993 · 
1994 · 
1995 · 
1996 · 
1997 · 
1998 · 
1999 · 
2000 · 
2001 · 
2002 · 
2003 · 
2004 · 
2005 · 
2006 · 
2007 · 
2008 · 
2009 · 
2010 · 
2011 · 
2012 · 
2013 ·
2014 ·
2015 ·
2016 ·
2017 ·
2018 ·
2019 ·
2020 ·
2021 ·
2022
Albanië ·
Andorra ·
Armenië ·
Azerbeidzjan ·
België ·
Bosnië en Herzegovina ·
Bulgarije ·
Canada ·
Denemarken ·
Duitsland ·
Engeland ·
Estland ·
Faeröer ·
Finland ·
Frankrijk ·
Georgië ·
Gibraltar · 
Griekenland ·
Hongarije ·
Ierland ·
IJsland ·
Irak ·
Iran ·
Israël ·
Italië ·
Japan ·
Joegoslavië ·
Jordanië ·
Kazachstan ·
Koeweit ·
Kosovo ·
Kroatië ·
Letland ·
Libanon ·
Litouwen ·
Luxemburg ·
Malta ·
Moldavië ·
Montenegro ·
Nederland ·
Noord-Ierland ·
Noord-Macedonië ·
Noorwegen ·
Oekraïne ·
Oostenrijk ·
Polen ·
Portugal ·
Roemenië ·
Rusland ·
San Marino ·
Saoedi-Arabië ·
Schotland ·
Servië ·
Slovenië ·
Slowakije ·
Sovjet-Unie ·
Spanje ·
Syrië ·
Tsjechië ·
Tsjecho-Slowakije ·
Wales ·
Wit-Rusland ·
Zweden ·
Zwitserland
FSF · A-internationals · Statistieken · Bondscoaches · Faeröers vrouwenelftal · Faeröer U21 · Faeröer U20 · Faeröer U19 · Faeröer U18 · Faeröer U17 · Faeröer U16
1980 – 1989 ·
1990 – 1999 ·
2000 – 2009 ·
2010 – 2019 ·
2020 – 2029
1988 · 
1989 · 
1990 ·
1991 · 
1992 · 
1993 · 
1994 · 
1995 · 
1996 · 
1997 · 
1998 · 
1999 · 
2000 · 
2001 · 
2002 · 
2003 · 
2004 · 
2005 · 
2006 · 
2007 · 
2008 · 
2009 · 
2010 · 
2011 · 
2012 · 
2013 · 
2014 · 
2015 · 
2016 ·
2017 ·
2018 ·
2019 ·
2020 ·
2021 ·
2022 ·
2023 ·
2024
Albanië ·
Andorra ·
Armenië ·
Azerbeidzjan ·
België ·
Bosnië en Herzegovina ·
Canada ·
Cyprus ·
Denemarken ·
Duitsland ·
Estland ·
Finland ·
Frankrijk ·
Georgië ·
Gibraltar ·
Griekenland ·
Hongarije ·
Ierland ·
IJsland ·
Israël ·
Italië ·
Joegoslavië ·
Kazachstan ·
Kosovo ·
Letland · 
Liechtenstein ·
Litouwen ·
Luxemburg ·
Malta ·
Moldavië ·
Nederland ·
Noord-Ierland ·
Noord-Macedonië ·
Noorwegen ·
Oekraïne ·
Oostenrijk ·
Polen ·
Portugal ·
Roemenië ·
Rusland ·
San Marino ·
Schotland ·
Servië ·
Servië en Montenegro · 
Slovenië ·
Slowakije ·
Spanje ·
Thailand ·
Tsjechië ·
Tsjecho-Slowakije ·
Turkije ·
Wales ·
Zweden ·
Zwitserland